# Ya tienen asiento
Les voilà bien assises
L'eau-forte Ya tienen asiento (en français Les voilà bien assises) est une gravure de la série Los caprichos du peintre espagnol Francisco de Goya. Elle porte le numéro 26 dans la série des 80 gravures. Elle a été publiée en 1799.

## Interprétations de la gravure
Il existe divers manuscrits contemporains qui expliquent les planches des Caprichos. Celui qui se trouve au Musée du Prado est considéré comme un autographe de Goya, mais semble plutôt chercher à dissimuler et à trouver un sens moralisateur qui masque le sens plus risqué pour l'auteur. Deux autres, celui qui appartient à Ayala et celui qui se trouve à la Bibliothèque nationale, soulignent la signification plus décapante des planches.
- Explication de cette gravure dans le manuscrit du Musée du Prado :
Para que las niñas casquivanas tengan asiento no hay mejor cosa que ponérselo en la cabeza.'
(Pour que les filles écervelées aient un siège (une assise), il n'y a rien de mieux que de le mettre sur la tête)[3].

- Manuscrit de Ayala :
Las niñas casquivanas tendrán asiento cuando se lo pongan en la cabeza.
(Les filles écervelées auront un siège (une assise) quand elles le mettront sur la tête)[3].

- Manuscrit de la Bibliothèque nationale :
Muchas mujeres solo tendrán juicio, ó asiento en sus cabezas, cuando se pongan las sillas sobre ellas. Tal es el furor de descubrir su medio cuerpo, sin notar los pillastrones que se burlan de ellas.
(Beaucoup de femmes auront seulement du jugement, ou assise dans leurs têtes, quand elles poseront les chaises sur elles. Telle est leur furie de découvrir le milieu de leur corps, sans remarquer les coquins qui se moquent d'elles)[3].

## Technique de la gravure

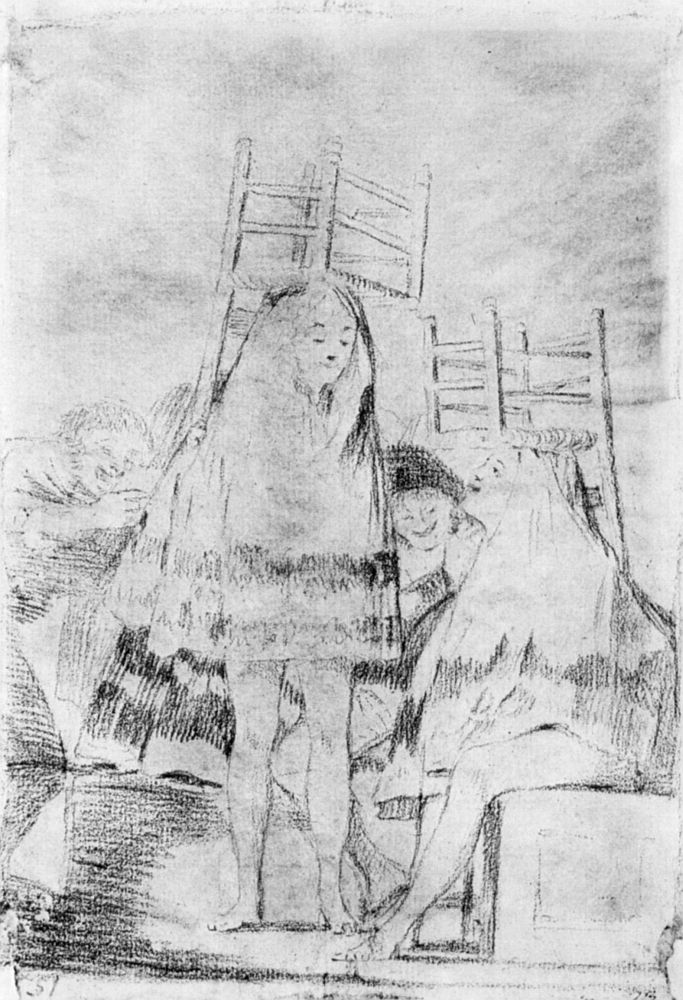
Dessin préparatoire.

L'estampe mesure 215 × 151 mm sur une feuille de papier de 306 × 201 mm.
Goya a utilisé l'eau-forte et l'aquatinte.

## Catalogue
- Numéro de catalogue G02114 au Musée du Prado.